# Окуншћак
Окуншћак је насељено место у саставу општине Ругвица у Загребачкој жупанији, Хрватска. До територијалне реорганизације у Хрватској налазио се у саставу бивше велике општине Дуго Село.

## Становништво
На попису становништва 2011. године, Окуншћак је имао 521 становника.

## Попис1991.
На попису становништва 1991. године, насељено место Окуншћак је имало 217 становника, следећег националног састава:
| Попис 1991.‍  | Попис 1991.‍  | Попис 1991.‍ | Попис 1991.‍ | Попис 1991.‍ |
| ------------ | ------------ | ----------- | ----------- | ----------- |
|              |              |             |             |             |
| Хрвати       | Хрвати       |             | 188         | 86,63%      |
| Муслимани    | Муслимани    |             | 12          | 5,52%       |
| Срби         | Срби         |             | 11          | 5,06%       |
| Југословени  | Југословени  |             | 3           | 1,38%       |
| Словаци      | Словаци      |             | 1           | 0,46%       |
| регион. опр. | регион. опр. |             | 1           | 0,46%       |
| непознато    | непознато    |             | 1           | 0,46%       |
| укупно: 217  |              |             |             |             |